# Louise Auguste von Dänemark

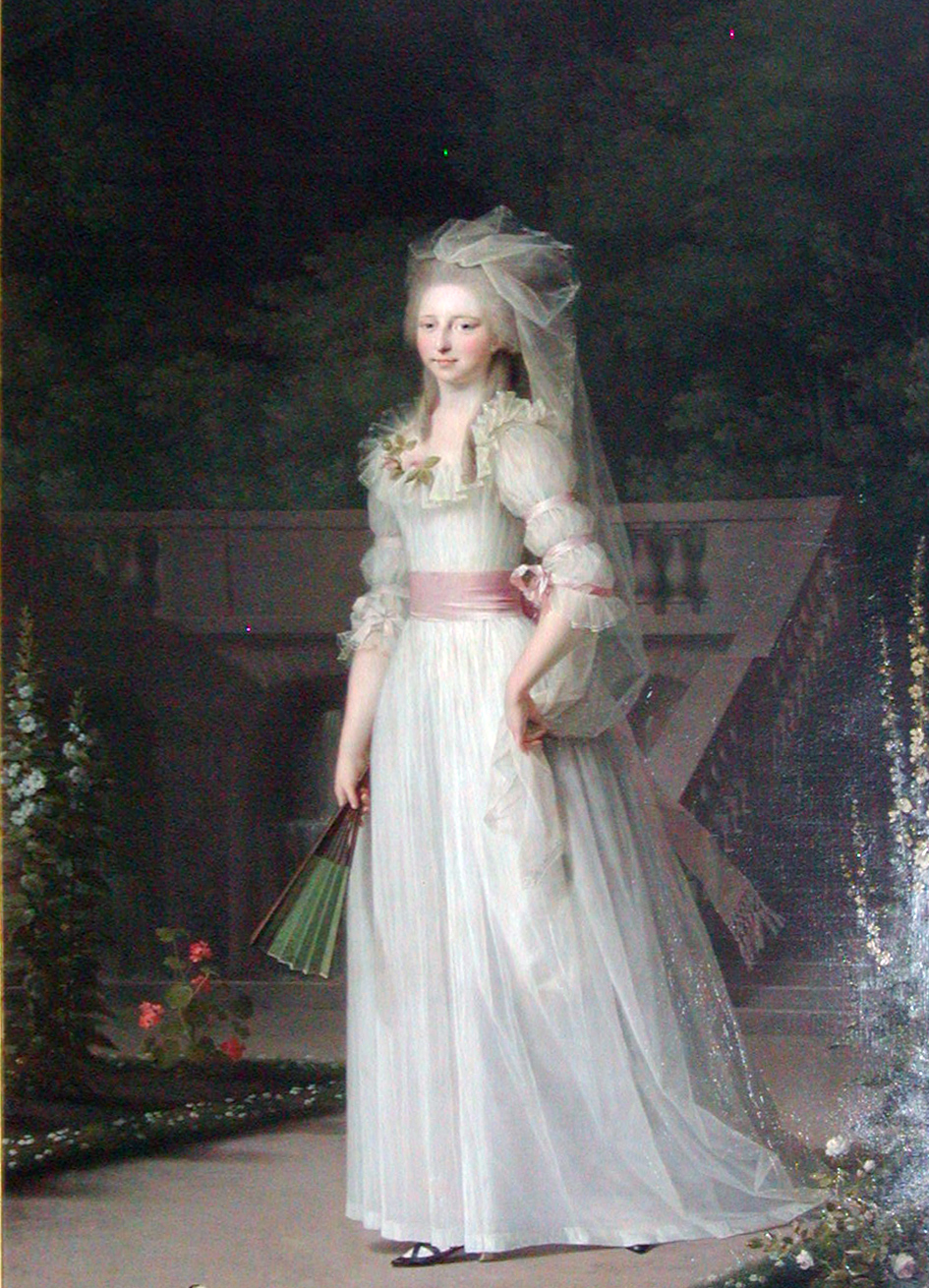
Louise Auguste von Dänemark, Herzogin von Schleswig-Holstein-Sonderburg-Augustenburg

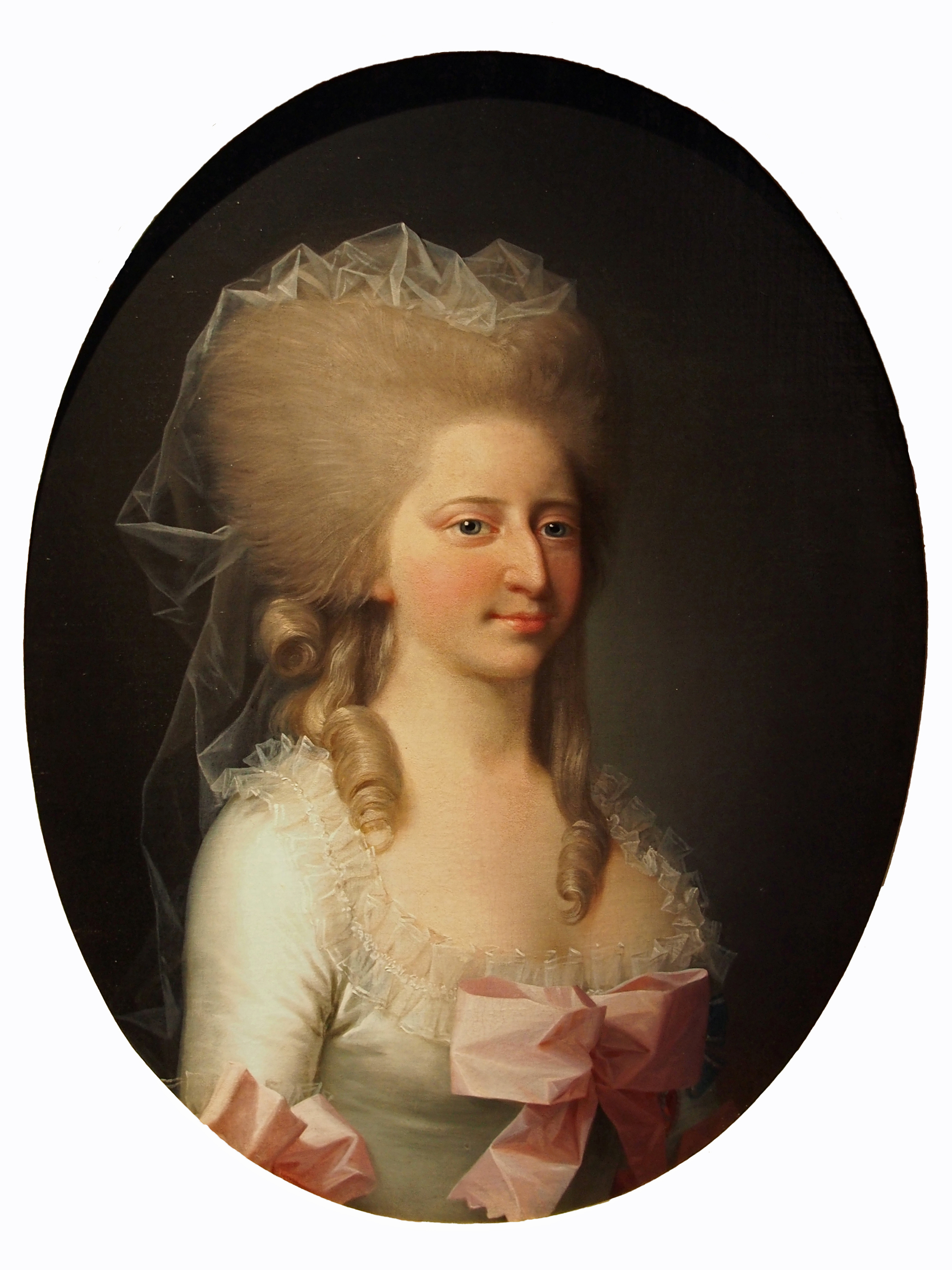
Louise Auguste von Dänemark, Porträt von Jens Juel, 1785

Louise Auguste Prinzessin von Dänemark (* 7. Juli 1771 in Hørsholm; † 13. Januar 1843 auf Schloss Augustenburg) wurde durch Heirat Herzogin von Schleswig-Holstein-Sonderburg-Augustenburg.

## Leben
Sie war offiziell die Tochter des Königs Christian VII. von Dänemark und dessen Frau Caroline Mathilde von Großbritannien. Es gilt aber als wahrscheinlich, dass der königliche Leibarzt Johann Friedrich Struensee Louise Augustes biologischer Vater war. Nachdem kurz nach ihrer Geburt die Liebesbeziehung zwischen der Königin und Struensee bekannt geworden war, wurde sie von ihrer Mutter getrennt. Mathilde wurde noch vor Struensees Hinrichtung nach Celle im Kurfürstentum Braunschweig-Lüneburg verbannt, wo sie schon 1775 starb. Louise Auguste wuchs mit ihrem Bruder Friedrich am Hof bei Königinwitwe Juliane, der Stiefmutter Christians VII., auf.
Louise Auguste wurde politischen Interessen folgend am 27. Mai 1786 mit Herzog Friedrich Christian von Schleswig-Holstein-Sonderburg-Augustenburg verheiratet. Das Ehepaar lebte nach der Heirat auf Schloss Augustenburg auf Alsen, das sich zum Zentrum des höfischen Lebens entwickelte. Sie hatte zeitlebens ein sehr enges Verhältnis zu ihrem Bruder König Friedrich VI. Sie ist die Urgroßmutter der letzten deutschen Kaiserin Auguste Viktoria.

## Nachkommen
- Caroline Amalie (* 28. Juni 1796; † 9. März 1881)
⚭ 1815 König Christian VIII. von Dänemark
- Christian August (* 19. Juli 1798; † 11. März 1869), Herzog von Schleswig-Holstein-Sonderburg-Augustenburg
⚭ Gräfin Luise Sophie von Danneskjold-Samsøe
(Großeltern von Kaiserin Auguste Viktoria)
- Friedrich Emil August (* 23. August 1800; † 5. Juli 1865), Fürst von Noer, für den seine Mutter Schloss Noer erwarb
⚭ 1829 Gräfin Henriette von Danneskjold-Samsøe